# Macromitrium uraiense
Macromitrium uraiense är en bladmossart som beskrevs av Noguchi 1938. Macromitrium uraiense ingår i släktet Macromitrium och familjen Orthotrichaceae. Inga underarter finns listade i Catalogue of Life.